# Vladimir Resnitstsjenko
Vladimir Izmailovitsj Resnitstsjenko (Russisch: Владимир Измайлович Резниченко) (Almaty, 27 juli 1965) is een Ests/Duits/Sovjet-Russisch/Kazachs schermer.

## Carrière
Geboren uit een Cubaanse vader en een Russische moeder, begon Vladimir Resnitstsjenko al op jonge leeftijd met schermen. In 1984 werd hij lid van de schermclub Dynamo Tallinn. Op de Wereldkampioenschappen Schermen van 1987 werd hij wereldkampioen met de degenploeg van de Sovjet-Unie, en werd vijfde in de individuele competitie. Op de Olympische Spelen van 1988 in Seoel won hij brons met het team en werd achtste in de individuele competitie.
Op een wereldbekertoernooi in Italië in 1990, brak hij met de Sovjet-ploeg en sloot zich aan bij de schermclub Tauberbischofsheim. In 1992 werd hij Duits kampioen met de degen. Op de Olympische Spelen van 1992 in Barcelona won hij goud met het Duitse team, waarin ook een tweede naturalisator, Robert Felisiak uit Polen, zat.
Voor deze overwinning ontving hij op 23 juni 1993 het Zilveren Laurierblad.
In datzelfde jaar werd hij onderscheiden met de Bambi. Begin 1993 keerde Vladimir Resnichenko voor een paar jaar terug naar Moskou. Hij woonde een tijdje in Esslingen am Neckar en werkte als schermtrainer bij TSF Ditzingen, net als Robert Felisiak. Sinds 2009 is hij werkzaam als coach bij SV Illingen in Württemberg.

## Resultaten

### Olympische Zomerspelen
| Jaar | Plaats    | Resultaten          |
| ---- | --------- | ------------------- |
| 1988 | Seoel     | 8e degen degen team |
| 1992 | Barcelona | degen team          |

### Wereldkampioenschappen schermen
| Jaar | Plaats   | Resultaten |
| ---- | -------- | ---------- |
| 1987 | Lausanne | degen team |

1908: Alibert, Berger, Collignon, Gravier, Lippmann, Olivier, Stern ·
1912: H. Anspach, P. Anspach, Hennet, Ochs, Salmon, Willems ·
1920: Allocchio, Bozza, Canova, Costantino, Marrazzi, A. Nadi, N. Nadi, Olivier, Thaon di Revel, Urbani ·
1924:  Buchard, Ducret, Gaudin, Labatut, Liottel, Lippmann, Tainturier ·
1928:  Agostoni, Basletta, M. Bertinetti, Cornaggia-Medici, Minoli, Riccardi ·
1932: Buchard, Cattiau, Jourdant, Piot, Schmetz, Tainturier ·
1936: Brusati, Cornaggia-Medici, E. Mangiarotti, Pezzana, Ragno, Riccardi ·
1948: Artigas, Desprets, Guérin, Huet, Lepage, Pécheux ·
1952: Battaglia, F. Bertinetti, Delfino, D. Mangiarotti, E. Mangiarotti, Pavesi ·
1956: Anglesio, F. Bertinetti, Delfino, E. Mangiarotti, Pavesi, Pellegrino ·
1960: Delfino, E. Mangiarotti, Marini, Pavesi, Pellegrino, Saccaro ·
1964: Bárány, Gábor, Kausz, Kulcsár, Nemere ·
1968: Fenyvesi, Kulcsár, Nagy, Nemere, P. Schmitt ·
1972: Erdős, Fenyvesi, Kulcsár, Osztrics, P. Schmitt ·
1976: Edling, Von Essen, Flodström, Högström, Jacobson ·
1980: Boisse, Gardas, Picot, Riboud, Salesse ·
1984: Borrmann, Fischer, Heer, Nickel, Pusch ·
1988: Delpla, Henry, Lenglet, Riboud, Srecki ·
1992: Borrmann, Felisiak, Proske, Resnitstsjenko, A. Schmitt ·
1996: Cuomo, Mazzoni, Randazzo ·
2000: Mazzoni, Milanoli, Randazzo, Rota ·
2004: Boisse, F. Jeannet, J. Jeannet, Obry ·
2008: F. Jeannet, J. Jeannet, Robeiri ·
2016: Borel, Grumier, Jérent, Lucenay ·
2020: Kano, Minobe, Yamada, Uyama ·
2024: Koch, Andrásfi, Siklósi, Nagy